# Weekend Media Festival
Weekend Media Festival - WMF, prvi regionalni godišnji festival komunikacijske industrije. 
Festival komunikacijskih znanosti, namijenjen izravnim ili neizravniim djelatnicima u komunikacijskoj industriji, prvotno zamišljen kao mjesto susreta medija, oglašivačkih i PR agencija te marketinških profesionalaca, zbog velikog interesa neizravnih sudionika u komunikacijsoj industriji, razvio se u širi gospodarski forum. 
Tri osnovna cilja Festivala su: 
- edukacija o novim kretanjima u svijetu medija,
- prikaz medijske situacije u regiji
- umrežavanje regionalnih medijskih i komunikacijskih djelatnika.

## Povijest
Prvi festival održan je od 18. do 21. rujna 2008., a drugi 17. do 19. rujna 2009. u Rovinju. 
Na drugom Festivalu sudjelovalo više od 2.000 stručnjaka iz medija, PR-a i marketinga, pratilo je 275 akreditiranih novinara iz Hrvatske,  svih zemalja regije i jugoistočne Europe. Organizatori su omogućili besplatan boravak na Festivalu za više od 200 studenata s fakulteta političkih znanosti, novinarstva, PR-a i marketinga iz svih zemalja regije. 
Novi trendovi, vrhunski predavači i gosti, zanimljive panel-diskusije i obilje zabave obilježje su Festivala koji je u dosadašnja dva izdanja privukao više tisuća medijskih profesionalaca.
Na Weekend Media Festivalu sudjelovali su sve najveće i najutjecajnice medijske kuće iz Hrvatske, ali i iz regije: Hrvatska radiotelevizija, Nova TV, RTL, RTS, Federalna Televizija, PINK TV, HBO, Večernji list, 24 sata, EPH, Adriamedia, NCL Grupa, B92, Adria grupa, T-HT, Google, Facebook, Nokia, McCann Erickson, Grey Worldwide,  Unex, BBDO te mnogi drugi.

## Vanjske poveznice
Weekend Media Festival